# HFE (protéine)
Pour les articles homonymes, voir HFE.
La protéine HFE (de l'anglais High, « élevé », et du symbole de l'élément fer, Fe) est la protéine de l'hémochromatose humaine codée par le gène HFE situé sur le chromosome 6 humain.

## Fonction
La protéine HFE est une protéine de membrane similaire aux protéines du complexe majeur d'histocompatibilité de classe I (CMH I) et se trouve associée avec la bêta-2 microglobuline (bêta2M). 
Plus précisément la protéine HFE, grâce à une liaison avec la bêta-2 microglobuline, s'exprime à la surface du pôle basolatéral de l'entérocyte cryptique, c'est-à-dire au contact du sang circulant. 
Elle régule ainsi l'absorption du fer en agissant sur l'interaction du récepteur de la transferrine de type 1 (TfR1) avec son ligand, la transferrine, principale forme de fer circulant,, : l'ensemble HFE-bêta2M-TfR facilite l'entrée dans l'entérocyte du fer lié à la transferrine.
La protéine HFE participe aussi à la régulation de l'hormone de stockage du fer : l'hepcidine. Celle-ci, à son tour, régule le niveau d'expression des transporteurs membranaires DMT1 (en) et ferroportine qui agiront ultérieurement sur l'absorption villositaire du fer et adapte ainsi la sidérémie aux besoins.

## Pathologie
L’hémochromatose de type 1 ou hémochromatose classique, est une maladie génétique de type autosomique récessive liée à une mutation du gène HFE. Cette mutation HFE C282Y a été découverte aux États-Unis en 1996. Dans cette pathologie, la mutation empêche la protéine HFE de se lier avec la bêta-2 microglobuline et de s'exprimer au niveau des cellules cryptiques. Le fer ne pénètre plus au niveau de l'entérocyte et donne un signal de carence en fer ce qui va provoquer la surexpression des 2 transporteurs membranaires DMT1 et ferroportine 1, une hyperabsorption de fer et une surcharge en fer.